# Philip Bech
Philip Bech (12. marts 1869 i København – 8. marts 1928) var en dansk skuespiller.
Han startede som elev på Dagmarteatret i 1892. I årene 1895-98 turnerede han i provinsen og vendte derefter tilbage til Dagmarteatret. I årene 1901-13 var han ansat ved Aarhus Teater. Efterfølgende kom han til Det ny Teater og derefter til Odense Teater (1926-27).
Han filmdebuterede i 1910 hos Fotorama i Århus. Efter han var flyttet til København i 1913 blev han engageret af Nordisk Film hvor han hurtigt blev en af selskabets mere brugt skuespillere. I alt medvirkede han i mere end 100 stumfilm. Ofte spillede han roller som "millionær", "direktør", "godsejer" mm.

## Filmografi
| - Elverhøj (som Kong Christian d. 4.; instruktør Gunnar Helsengreen, 1910) - Ambrasius (som Baronen; instruktør Gunnar Helsengreen, 1910) - I Bondefangerkløer (som proprietæren; instruktør Johannes Pedersen, 1910) - Ansigtstyven (som politidirektøren; instruktør Gunnar Helsengreen, 1910) - Holger Danske (som Stærke Diderik, Tyskernes Høvding; instruktør Eduard Schnedler-Sørensen, 1910) - Slavehandlernes Flugt (som Wallenstein, slavehandler; ukendt instruktør, 1910) - Valdemar Sejr (som Westhard, hedningernes feltherre; instruktør Gunnar Helsengreen, 1910) - Amatørtyvens Hustru (som Skovfogeden; ukendt instruktør, 1910) - Mormonbyens Blomst (som Mormonernes Ældste; ukendt instruktør, 1911) - En hjemløs Fugl (som Hatting, overretssagfører; instruktør Gunnar Helsengreen, 1911) - Dommeren (som Henri Vernon, assessor; ukendt instruktør, 1911) - Det gamle Købmandshjem (som distingveret mand; ukendt instruktør, 1911) - En Helt fra 64 (som Kaptajn, Grev Ahlefeldt-Lauervigen; instruktør Gunnar Helsengreen, 1911) - Under Vesterbros Glødelamper (som opdageren; instruktør Ernst Munkeboe, 1911) - Blodets Baand (som Fabrikanten; ukendt instruktør, 1912) - Menneskejægere (som Mejerist Nielsen; ukendt instruktør, 1912) - Prins for en Dag (instruktør Eduard Schnedler-Sørensen, 1913) - Under Kniven (som Ritmester Northon; ukendt instruktør, 1913) - Den hemmelige Traktat (som Bankdirektør Nevill; instruktør Alfred Lind, 1913) - Fæstningsspioner (som Politichefen; ukendt instruktør, 1913) - Skyldig? - ikke skyldig? (instruktør Karl Ludwig Schröder, 1914) - Inderpigen (instruktør Robert Dinesen, 1914) - Proletargeniet (som Professor ved Konservatoriet; instruktør Gunnar Helsengreen, 1914) - Millionær for en Dag (som Sukkerkongen Kalmann; instruktør Robert Dinesen, 1914) - Gyldne Lænker (som Cartwright, millionær; instruktør Alfred Cohn, 1914) - Bagerstrædes Hemmelighed (som Direktør Torp; instruktør Alfred Cohn, 1914) - De kære Nevøer (som James Carson, millionær; instruktør Alfred Cohn, 1914) - Herberg for Hjemløse (som Forstanderen; instruktør Lau Lauritzen Sr., 1914) - Den mystiske Fremmede (instruktør Holger-Madsen, 1914) - Expressens Mysterium (som tjener; instruktør Hjalmar Davidsen, 1914) - Arbejdet adler (instruktør Robert Dinesen, 1914) - Tugthusfange No. 97 (instruktør August Blom, 1914) - Opiumsdrømmen (instruktør Holger-Madsen, 1914) - Ned med Vaabnene! (som Grev von Althaus, Marthas far; instruktør Holger-Madsen, 1915) - Evangeliemandens Liv (som dommer; instruktør Holger-Madsen, 1915) - Menneskeskæbner (instruktør Gunnar Helsengreen, 1915) - Manden med Staalnerverne (som Grev Otto Oran, Alex' onkel; instruktør A.W. Sandberg, 1915) - Cowboymillionæren (som Lord Cromby; instruktør Lau Lauritzen Sr., 1915) | - Naar Hævngløden slukkes (som Exellencen von Thurmer; instruktør Robert Dinesen, 1915) - Guldkalven (som Edward Mortimer, skibsreder; instruktør Hjalmar Davidsen, 1915) - Revolutionsbryllup (som Montaloup, konventets udsending; instruktør August Blom, 1915) - Den skønne Evelyn (som Gray, millionær, Cecils far; instruktør A.W. Sandberg, 1916) - Sjæletyven (som Dr. Anthelmus Harmodi; instruktør Holger-Madsen, 1916) - Manden uden Fremtid (som Mac Winton, ranchejer; instruktør Holger-Madsen, 1916) - Danserindens Kærlighedsdrøm (som Rentier Darvies, pengudlåner; instruktør Holger-Madsen, 1916) - Maaneprinsessen (som Tom Darling, Annies onkel; instruktør Holger-Madsen, 1916) - Stakkels Meta (som Moritz Gelter, bankier; instruktør Martinius Nielsen, 1916) - Grevinde Hjerteløs (som Grev Bürkel; instruktør Holger-Madsen, 1916) - Grevinde Clara (som Grev C.C. Corsini, Alberts far; instruktør Hjalmar Davidsen, 1916) - Det stjaalne Navn (som Lord Chester til Chester-Court; instruktør Alexander Christian, 1916) - Gentlemansekretæren (som James Morrison, millionær; instruktør Martinius Nielsen, 1916) - Du skal elske din Næste (som Ekscellencen Henrik Hoff; instruktør August Blom, 1916) - Det stjaalne Ansigt (som Jacob Smith, skibsreder; instruktør Holger-Madsen, 1916) - Pax æterna (som Friherre, prof. Claudius; instruktør Holger-Madsen, 1917) - Krigens Fjende (som Professor Acosta, Johannes' far; instruktør Holger-Madsen, 1917) - Vestens Børn (som indianerhøvdingen "Den store ørn"; instruktør Alfred Kjærulf, 1917) - Børnenes Synd (som Lensgreve Lindorff; instruktør Holger-Madsen, 1917) - Hendes Moders Løfte (som Phillipsthal, rentier; instruktør Holger-Madsen, 1917) - Livets Gøglerspil (som Baron Walden; instruktør Holger-Madsen, 1917) - Den Retfærdiges Hustru (som Find, fængselslæge; instruktør A.W. Sandberg, 1917) - Skriget fra Djævlekløften (som Knud Lauge, godsejer; instruktør Alexander Christian, 1917) - Herregaards-Mysteriet (som Dommeren; instruktør Alexander Christian, 1917) - Synd skal sones (som Dr. Feining; instruktør Alexander Christian, 1917) - Expeditricen fra Østergade (som Friherre von Fernstrøm; instruktør A.W. Sandberg, 1917) - Den ny Rocambole (som Grev Terro von Karlowitz; instruktør Robert Dinesen, 1917) - Himmelskibet (som Visdommens ældste; instruktør Holger-Madsen, 1918) - Avisdrengen (som Floduglen, fører på "Håbet"; instruktør Eduard Schnedler-Sørensen, 1918) - Mands Vilje (som Etatsraad Wilhjelm, fabriksejer; instruktør Robert Dinesen, 1918) - For Barnets Skyld (som Lord Burkeley; instruktør Robert Dinesen, 1918) - Testamentets Hemmelighed (som Richard Grant, Nancys formynder; instruktør Holger-Madsen, 1918) - Den lille Danserinde (instruktør Hjalmar Davidsen, 1918) - For sit Lands Ære (instruktør August Blom, 1918) - Krig og Kærlighed (som Grev von Bähncke; instruktør Holger-Madsen, 1918) - En Fare for Samfundet (som John Payne, millionær, Alices far; instruktør Robert Dinesen, 1918) - Dømmer ikke (som Døden / Bødlen; instruktør Fritz Magnussen, 1918) | - Lydia (som Bankdirektør Alexis Brenge; instruktør Holger-Madsen, 1918) - Dommens Dag (som Dødens staldbroder; instruktør Fritz Magnussen, 1918) - Glædens Dag (som Kurt Rosegger, impresario; instruktør Alexander Christian, 1918) - Præstens Datter (som Pastor Wahl; instruktør Holger-Madsen, 1918) - Hvorledes jeg kom til Filmen (som Professor Carroll; instruktør Robert Dinesen, 1919) - Hævneren (som Henkel, godsejer; instruktør Olaf Fønss, 1919) - Bajadser (som Piero, vinbjergsejer; instruktør Fritz Magnussen, 1919) - Livets Omskiftelser (som Tomas Helweg, sagfører; instruktør Robert Dinesen, 1919) - Rytterstatuen (som Alex von Moth, bankier, Gerhards bror; instruktør A.W. Sandberg, 1919) - Kærlighed overvinder Alt (som Godsejer Hans Reckland; instruktør Alfred Kjerulf, 1919) - En ung mans väg (som Borg, forvalter på Högvalla; Carl Barcklind; 1919; svensk produktion) - Lykkeper (som Isidor Blechingstein; instruktør Fritz Magnussen, 1920) - En Aftenscene (som Martin, Ole Borchs tjener; instruktør Fritz Magnussen, 1920) - Scenens Børn (som Kunstnerisk direktør ved Hofteatret; instruktør Fritz Magnussen, 1920) - Borgslægtens Historie (som Bankier Vivild; instruktør Gunnar Sommerfeldt, 1920) - Munkens Fristelser (som Godsejer Wenck, Margrethes far; instruktør Fritz Magnussen, 1921) - Hendes Fortid (som Leo Aram, gesandt; instruktør Fritz Magnussen, 1921) - Kan disse Øjne lyve? (som Grev Preben, Egils onkel; instruktør A.W. Sandberg, 1921) - Republikaneren (som Kong Iwan; instruktør Martinius Nielsen, 1923) - Blandt Byens Børn (som Fabrikant; instruktør Lau Lauritzen Sr., 1923) - Vore Venners Vinter (som Fabrikant Winge; instruktør Lau Lauritzen Sr., 1923) - Den sidste Dans (som Grev Wrangel til Wrangelsborg; instruktør A.W. Sandberg, 1923) - Smil og Taare (som Sagfører Thompson; instruktør Johannes Meyer, 1923) - Madsalune (instruktør Emanuel Gregers, 1923) - Min Ven Privatdetektiven (som Jægermester Rømer til Rømersholm; instruktør A.W. Sandberg, 1924) - Kærligheds-Øen (som Jens Grøn, skibsrederens ven; instruktør A.W. Sandberg, 1924) - Raske Riviera Rejsende (som Guido Buzzio; instruktør Lau Lauritzen Sr., 1924) - Københavns Sherlock Holmes (som Veksellerer Wang; instruktør Aage Falck Rasmussen, 1925) - Det store Hjerte (som Niels Nielsen, proprietær; instruktør August Blom, 1925) - Fra Piazza del Popolo (som Christian; instruktør A.W. Sandberg, 1925) - Solskinsdalen (som Professor Karker; instruktør Emanuel Gregers, 1925) - Den store Magt (som Jørgens far, bankkasserer; instruktør August Blom, 1925) - Don Quixote (som Lucindas Fader; instruktør Lau Lauritzen Sr., 1926) - Klovnen (instruktør A.W. Sandberg, 1926) - Tordenstenene (som direktøren; instruktør Lau Lauritzen Sr., 1927) - Die weisse Geisha (som Konsul Vangen; instruktør Heinz Karl Heiland, Valdemar Andersen, 1927; tysk produktion) - Jokeren (som Edward, Sir Herberts tjener; instruktør Georg Jacoby, 1928; dansk/tysk produktion) |